# Омельченко Петро Іванович
Омельченко Петро (1894—1952) — український художник–графік у Франції, родом з Хорола на Гетьманщині. Чоловік художниці Софії Зарицької. Ветеран Армії УНР.

## Життєвий шлях
Народився Петро Омельченко 3 жовтня 1894 року в м. Хорол. Художник відомий далеко за межами України, але маловідомий на рідній Хорольщині.
Закінчив у 1914 році 7 класів Хорольського реального училища, де у нього проявився хист до малювання. Він учасник бойових дій Першої світової війни. Брав участь в українській революції, здобувши рангу сотника.
Вивчав архітектуру в Києві. З 1920 року в еміграції у Варшаві, куди потрапив разом з іншими українськими вояками, де протягом трьох років навчався в академії мистецтв. У 1923 році переїхав до Чехословаччини і поступив на живописний факультет Празької академії мистецтв, де навчався у В. Гінайса, Я. Обровського, М. Швабинського. Одночасно відвідував українську студію пластичного мистецтва. Графічне мистецтво після еміграції удосконалював у Франції протягом 44 років життя. З 1923 року працював у Парижі в різній техніці графіки і гравюри на склі, ксилографії. Володимир Попович у своїй статті про Омельченка у часописі «Нотатки з мистецтва» розбив його творчість на такі підрозділи: «З Рідної Полтавщини в еміграцію», «В Чеській Празі», «Париж», «Над Марною» та «Тяжкі часи».
До війни Петро Омельченко працював гравером у граверній майстерні у містечку Шенев'єр. У роки Другої світової війни був мобілізований окупаційними військами у трудовий табір, займався дорожніми роботами. Помер Омельченко Петро у Парижі 21 лютого 1952 року.

## Творчість
Спрямованість його творчості — прикладна і книжкова графіка, композиції на теми життя робітників і безпритульних. Його роботи відзначалися декоративністю, чіткістю композицій, виразним малюнком і національним характером. Петро Омельченко — неперевершений майстер деревориту і лінориту. В. Попович, скориставшись архівами митця, вивів надзвичайно привабливий і красномовний образ майстра графіки. Працю В. Поповича прикрашає сім робіт Петра Омельченка та світлина самого митця.
Петро Омельченко — учасник виставок паризької групи українських художників у Парижі (1932) та Львові (1933), виставок сучасної української графіки у Львові (1932). Виставлявся також у Берліні 1933 року.
Його дружина Софія Зарицька, також художниця, зберігала твори чоловіка Петра Омельченка і свої роботи у своєму будинку, щоб передати їх українському музею. В ніч з 17 на 18 квітня 1972 року вся мистецька спадщина П. Омельченка згоріла у їх домі в м. Шеневє'р над Марною, за 11 км від Парижа. Збереглися його роботи «Пори року», дереворитний «Портрет матері», лакові панно, репродукції тарілок, сцени з життя паризьких бродяг тощо.
Він автор книги «Наука про малярські фарби, матеріали та техніки». — Харків — Київ: Державне видавництво України, 1930. — 364 с. Книга була перевидана в 1996 році.